# Autoportrait au nimbe
Autoportrait au nimbe, également connu sous le nom d'Autoportrait avec halo et serpent, est une peinture à l'huile sur bois de 1889 du peintre français Paul Gauguin, représentatif de sa période tardive en Bretagne dans le village de pêcheurs du Pouldu. Ne se sentant plus à l'aise à Pont-Aven, Gauguin s'installe au Pouldu avec son ami et élève Meyer de Haan et un petit groupe d'artistes. Il y séjourne plusieurs mois à l'automne 1889 et à l'été 1890, où le groupe passe son temps à décorer l'intérieur de l'auberge de Marie Henry avec tous les principaux types d'œuvres d'art. Gauguin peint son Autoportrait dans la salle à manger avec son pendant, le Portrait de Jacob Meyer de Haan (1889).
Le tableau montre Gauguin sur un fond rouge avec un halo au-dessus de sa tête et des pommes suspendues à côté de lui alors qu'il tient un serpent dans sa main tandis que des plantes ou des fleurs apparaissent au premier plan. Le symbolisme religieux et l’influence stylistique des estampes japonaises et du cloisonnisme sont évidents. L'autoportrait a été réalisé plusieurs années avant la visite de Gauguin à Tahiti et est l'un des 40 autoportraits qu'il a réalisés au cours de sa vie. L'œuvre arrive sur le marché de l'art en 1919 lorsque Marie Henry la vend à la galerie Barbazanges à Paris. Le banquier américain Chester Dale acquiert le tableau en 1928 et l'offre à sa mort, en 1962, à la National Gallery of Art de Washington, DC.

## Contexte
Paul Gauguin (1848-1903) est un artiste postimpressionniste français et une figure du mouvement symboliste connu pour ses contributions au synthétisme. En 1886, il passe l'été à Pont-Aven en Bretagne, une colonie d'artistes qui deviendra connue sous le nom d'École de Pont-Aven en raison de l'influence de Gauguin et des œuvres qu'ils produisent. Fin 1888, Gauguin peint pendant neuf semaines avec Vincent van Gogh dans sa « maison jaune » à Arles, avant que Van Gogh ne fasse une dépression, l'amenant à se couper l'oreille et à être hospitalisé. Gauguin quitte Arles et ne revoit plus jamais Van Gogh, mais ils continuent à échanger des lettres et des idées,.

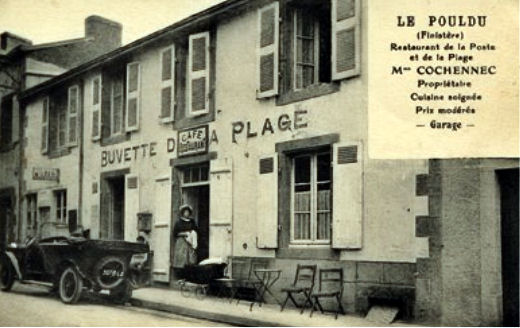
La Buvette de la Plage en 1920.

Il revient brièvement à Paris où il vit avec le peintre Émile Schuffenecker, mais retourne à Pont-Aven au printemps 1889, où il trouve la ville trop fréquentée. Il s'éloigne encore « pour fuir les touristes et les peintres parisiens et étrangers » et arrive au Pouldu le 2 octobre 1889. Il trouve un logement chez Meyer de Haan à la Buvette de la Plage, une auberge tenue par Marie Henry. De Haan lui présente le roman Sartor Resartus (1836) de Thomas Carlyle lors d'une conversation. Bien qu'il ne le lise pas avant plusieurs années, Gauguin se familiarise avec les idées de Carlyle, qui influencent son approche de l'art à cette époque.
L'intérieur de l'auberge de Marie Henry est devenu leur toile, où Gauguin et  Meyer peignent leurs œuvres sur les murs, les plafonds et les fenêtres,. Ils sont ensuite rejoints par Paul Sérusier et Charles Filiger. Selon Nora M. Heimann, lorsque la salle est achevée, elle « englobait des peintures de tous les types principaux — genre, paysage, autoportrait, portrait, nature morte et même peinture d'histoire — dans des supports allant de la tempera et de l'huile sur plâtre à l'huile sur toile et sur panneau, ainsi que des gravures et des dessins, des récipients en céramique peints et émaillés, des objets exotiques trouvés et des figures sculptées et polychromes en bois. »
Gauguin essaie de gagner l'affection de Marie Henry, l'aubergiste, mais elle repousse ses avances et devient intime avec de Haan, laissant Gauguin jaloux. Il part le 7 novembre 1890, laissant derrière lui son travail à l'auberge. Gauguin a poursuivi Marie Henry pour récupérer son travail mais a perdu son action en justice. Marie Henry prend sa retraite en 1893 et s'installe à Kerfany, emportant avec elle de nombreuses œuvres d'art. Elle continue à louer l'auberge jusqu'en 1911, date à laquelle elle la vend. Lorsque le nouveau propriétaire redécore l'auberge en 1924, qui a alors été transformée en restaurant, le reste des peintures murales est découvert enfoui intact sous le papier peint.

## Histoire

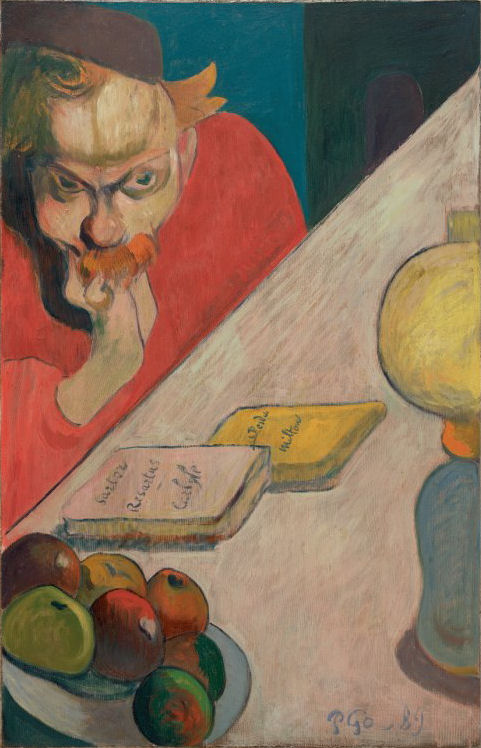
Portrait de Jacob Meyer de Haan, pendant de lAutoportrait, 1889, Museum of Modern Art, New York.

Van Gogh avait auparavant décoré des pièces de ses tableaux, notamment les salles de plusieurs restaurants à Paris et la « maison jaune » à Arles. Gauguin et de Haan semblent avoir été influencés par ces œuvres, puisqu'ils commencent à décorer la salle à manger de la Buvette de la Plage de manière similaire. L'Autoportrait de Gauguin est réalisé en même temps que son pendant, le Portrait de Jacob Meyer de Haan (1889), respectivement à droite et à gauche d'une cheminée, sur les panneaux supérieurs de deux portes d'armoires en bois. Gauguin donne aux panneaux une surface mate subtile et texturée en utilisant un fond de craie blanche et un motif de vagues peignées. Les deux ouvrages sont achevés entre la mi-novembre et la mi-décembre 1889,,.
En 1919, Marie Henry vend l'Autoportrait de Gauguin, parmi un lot de 14 autres œuvres, à Francis Norgelet pour un montant total de 35 000 francs, alors qu'il est exposé à la galerie Barbazanges à Paris. Bien que les détails sur la propriété soient rares, on pense que le tableau est passé entre les mains de plusieurs propriétaires, dont la collectionneuse d'art londonienne Mme RA Workman et plus tard Lord Ivor Spencer-Churchill. Il est vendu par celui-ci aux galeries Alex Reid et Lefèvre en 1923, qui le vendent ensuite aux galeries Kraushaar en 1925. Le banquier américain Chester Dale l'acquiert en 1928, puis le lègue à la National Gallery of Art en 1962, après sa mort. La collection Chester Dale a été inaugurée à la National Gallery en 1965, .

## Analyse
L'historienne de l'art française Françoise Cachin note que Gauguin a conçu à la fois l'Autoportrait avec halo et son pendant, le Portrait de Jacob Meyer de Haan, comme une caricature. Dans son Autoportrait, Gauguin apparaît sur un fond rouge avec un halo au-dessus de sa tête et des pommes suspendues à côté de lui tandis qu'il tient un serpent dans sa main avec ce qui semble être des plantes ou des fleurs au premier plan,. Le conservateur Philip Conisbee observe le symbolisme religieux dans les images, notant que les « pommes et le serpent font référence au jardin d'Éden, à la tentation, au péché et à la chute de l'homme ». Gauguin divise la toile en deux, se peignant à la fois comme saint et pécheur, reflétant son propre mythe personnel en tant qu'artiste. Dans la partie supérieure du tableau, il est presque angélique avec le halo, détournant le regard des pommes de la tentation. Dans la partie inférieure, il tient le serpent, complétant ainsi la dualité,,.
Jirat-Wasiutyński note que l'historien de l'art Denys Sutton a été le premier critique à interpréter l'autoportrait de Gauguin comme « démoniaque ». Cette interprétation est illustrée par le pendant, qui le complète visuellement. Les yeux diaboliques et les cheveux roux en forme de cornes de De Haan dans son portrait sur le côté gauche de la salle à manger où il a été créé in situ, correspondent au serpent tenu dans la main de Gauguin dans son autoportrait sur la porte droite de la salle à manger. Deux livres sont posés sur la table dans le portrait de de Haan : Le Paradis perdu (1667-1674) du poète anglais du XVIIe siècle John Milton, et Sartor Resartus de Thomas Carlyle. Ces allusions littéraires respectives, au Satan de Milton et au Diogène Teufelsdröckh de Carlyle, un personnage décrit comme à la fois angélique et diabolique, influent directement dans les autoportraits correspondants de de Haan et de Gauguin. Jirat-Wasiutyński soutient que Gauguin se représente comme un mage, « à la fois voyant et ange démoniaque ».
L'œuvre montre l'influence des estampes japonaises et du cloisonnisme. Dans le tableau, Gauguin porte ce que l'historien de l'art Henri Dorra compare à la robe couleur safran d'un moine bouddhiste, peut-être influencé par l' Autoportrait dédié à Paul Gauguin (1888) de Van Gogh. Dans une lettre à Gauguin datée du 3 octobre 1888, Van Gogh se décrit dans l'autoportrait comme « un personnage de bonze, un simple adorateur du Bouddha éternel » ,. Comparé à l'Autoportrait dédié à Carrière (1888 ou 1889) plus traditionnel de Gauguin, l'autoportrait peint au Pouldu est plus « sinistre ».

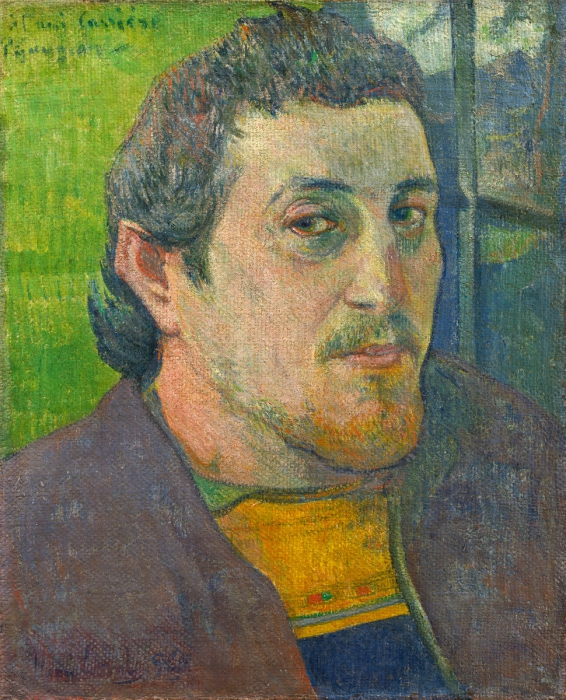
Autoportrait dédié à Carrière (1888 ou 1889)
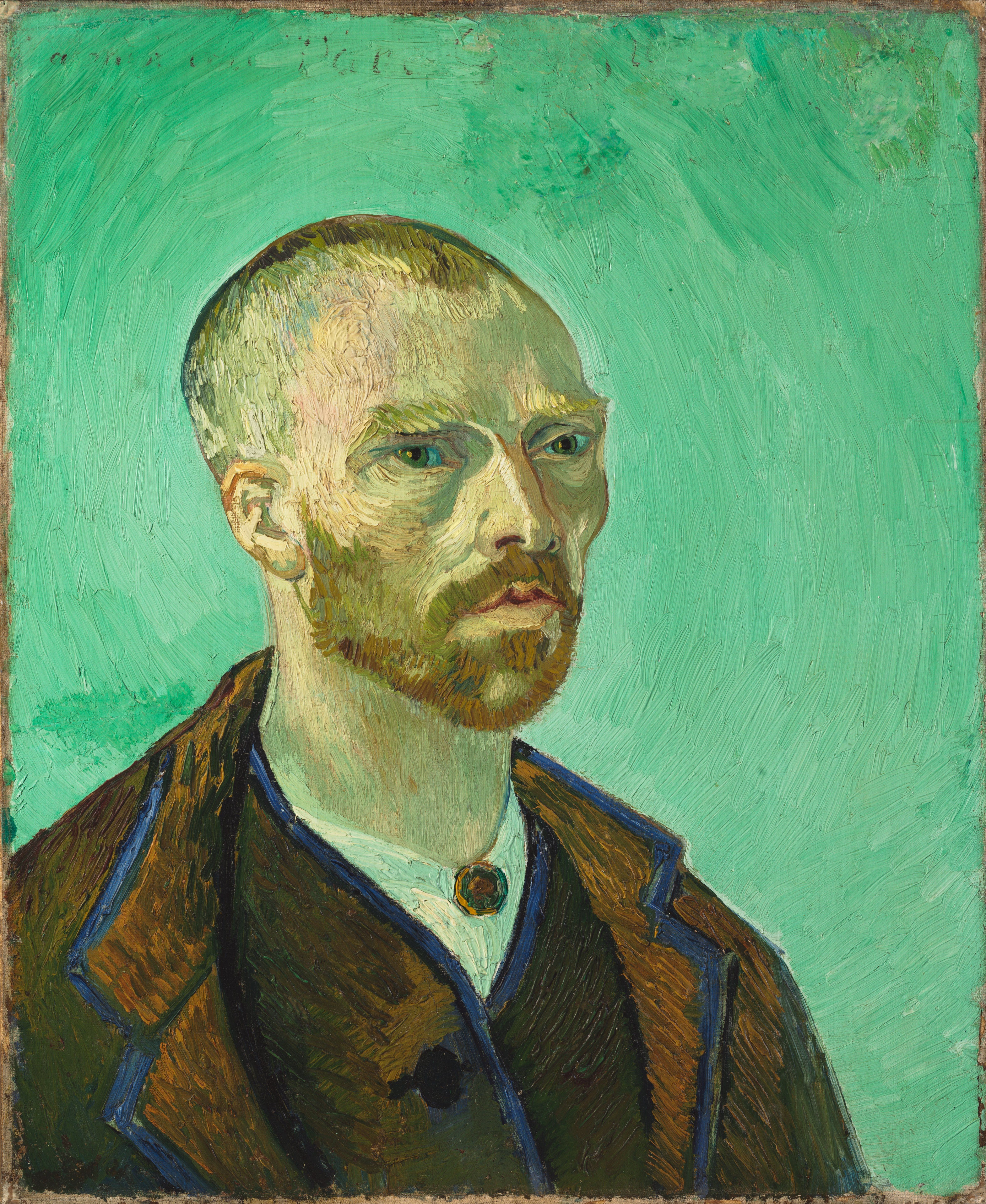
Van Gogh, Autoportrait dédié à Paul Gauguin,1888, Fogg Art Museum, Cambridge